# Victor Starffin
Victor Starffin (jap. ヴィクトル スタルヒン Bikutoru Sutaruhin; eigentlich russisch Виктор Константинович/Фёдорович Старухин Wiktor Konstantinowitsch/Fjodorowitsch Staruchin; im Zweiten Weltkrieg 須田 博 Suda Hiroshi; * 1. Mai 1916 in Nischni Tagil, Russisches Reich; gemeldet in Asahikawa; † 12. Januar 1957 in Setagaya) war ein russischstämmiger staatenloser Baseballspieler in Japan. Er war der erste ausländische Spieler in japanischen Profibaseball, und gehörte gemeinsam mit Eiji Sawamura zu den herausragenden Pitchern der Anfangszeit. Er war der Erste, der mehr als 300 Wins erreichte, und sein Rekord von 83 Shutouts ist bis heute unübertroffen. 1960 wurde er in die Yakyū Dendō, die japanische Baseball Hall of Fame, aufgenommen.

## Leben
Starffin wurde 1916 in der Endphase des Zarenreichs geboren. Nach der Russischen Revolution verließ seine Familie als „Bjelomigranten“, loyalistische Unterstützer der „Weißen“, auf der Flucht vor Verfolgung durch die Revolutionsregierung, den „Roten“, das Land: 1925 emigrierten die Starffins nach Japan. Starffin besuchte dort die Mittelschule Asahikawa, – das entspricht einer Oberschule der Nachkriegszeit – wo er sich im Baseball zu einem Pitcher mit starkem Fastball entwickelte. Allerdings scheiterte seine Mannschaft in zwei aufeinanderfolgenden Jahren, 1933 und 1934, im Finale des Oberschulturniers in Hokkaidō durch Errors seiner Mitspieler und verpasste so knapp die Teilnahme am Sommer-Kōshien.
1934 fand eine Spielserie eines All-Star-Teams der amerikanischen Major League Baseball, unter anderem mit Babe Ruth, Lou Gehrig und Jimmie Foxx in Japan statt. 15 der 18 Spiele bestritt eine alljapanische Auswahl, die später die Keimzelle des „Großjapanischen Baseballklubs Tokio“ wurde. Starffin wurde für die japanische Mannschaft ausgewählt, im dritten Schuljahr verließ er am 25. November 1934 die Schule und zog nach Tokio. Ursprünglich hatte er geplant, die Schule abzuschließen und anschließend die Waseda-Universität zu besuchen; allerdings musste er diese Pläne aufgeben, als in einem Kriminalfall gegen seinen Vater ermittelt wurde. Am 29. November warf Starffin 2 Innings im 17. Spiel der Serie im Ōmiya-Kōen-Baseballstadion und gab sein Debüt in der Welt des Profibaseballs.
1936 nahm der Nippon Yakyū Renmei (日本野球連盟, „Japanischer Baseballverband“) als Profiliga mit zunächst sechs Mannschaften den Spielbetrieb auf. Starffin wurde Spieler des Tōkyō Kyojin-gun, dem Nachfolger des „Großjapanischen Baseballklubs Tokio“ und Vorläufer der heutigen Yomiuri Giants. Ab der Saison Herbst 1937 – bis 1938 gab es Frühjahrs- und Herbstmeisterschaften – wurde Starffin als Ersatz für den Pitcher Eiji Sawamura, der als Wehrpflichtiger in den gerade begonnenen Krieg auf dem Festland zog, zum Star-Pitcher von Kyojin. In den sechs Spielzeiten Herbst 1938 bis 1943 leistete er große Beiträge zu den sechs errungenen Meistertiteln: In der Saison 1939 stellte er mit 42 Wins einen neuen japanischen Rekord auf – nach dem Krieg zunächst wegen unklar geführter Spielstatistiken auf 40 Wins korrigiert – und wurde zugleich der erste Pitcher mit 100 Wins. 1939 und 1940 wurde er zum Most Valuable Player gekürt. Am 3. Juli 1943 warf er einen No-Hitter.
Da sich das Klima für Russen in Japan wegen der Spannungen mit der Sowjetunion insbesondere nach dem Nomonhan-Zwischenfall 1939 verschlechterte, nahm Starffin 1940 den Namen Suda Hiroshi an. Deshalb erhielt er auch den Spitznamen „blauäugiger Japaner“. Als sich die Lage Japans im Pazifikkrieg 1944 verschlechterte, wurde er als potentieller Feind verhaftet und wie auch zahlreiche Diplomaten in Karuizawa interniert. In den offiziellen Baseballstatistiken wurde für 1944 eingetragen, er sei wegen einer Krankheit unter Quarantäne gestellt worden. Die Saison 1945 fiel wegen des Krieges aus.
Im ersten Nachkriegsjahr 1946 nahm Starffin seine Karriere bei Pacific (1947: Taiyō Robins) wieder auf, wo er unter dem ehemaligen Kyojin-Manager Fujimoto Sadayoshi spielte. Im August desselben Jahres erzielte er seinen 200. Win, auch diese Marke erreichte er als erster Pitcher in Japan. 1948 wechselte er zu den Kimboshi Stars (ab 1949: Daiei Stars), bei denen er bis 1953 blieb. Dort absolvierte er 1949 mit 27 Wins in 52 Spielen seine erfolgreichste Nachkriegssaison. Seine letzten zwei Saisons als aktiver Spieler, 1954 und 1955, spielte er für die Takahashi Unions (1955: Tombow Unions). Am 4. September 1955 erreichte er in einem Spiel gegen Daiei im Kyōto Nishi-Kyōgoku-Baseballstadion den 300. Win seiner Karriere. Postum wurden ihm auch die zwei zunächst aberkannten Siege des Jahres 1939 wieder angerechnet, so dass er den Rekord eigentlich schon am 30. Juli 1955 in Kawasaki gegen die Kintetsu Pearls erreicht hatte. Nach der Spielzeit 1955 beendete er seine aktive Karriere.

## Tod und postume Ehrungen
Am 12. Januar 1957 war Starffin wegen eines Klassentreffens mit dem Auto auf der Nationalstraße 246 unterwegs. Gegen 22 Uhr 38 wurde sein Wagen in der Nähe des Bahnhofs Mishuku von einer Straßenbahn der Tōkyū Tamagawa-Linie erfasst. Er wurde noch ins Kunitachi-Setagaya-Krankenhaus gebracht, starb aber bald. Die Meldungen über seinen Tod wurden von Medienspekulationen um mögliche Trunkenheit am Steuer oder einen möglichen Selbstmord begleitet. Starffin wurde in Yokote in der Präfektur Akita, der Heimat der Familie seiner Frau, beigesetzt.
1960 wurde er in die erst im Jahr zuvor geschaffene Yakyū Dendō, die japanische Baseball Hall of Fame, als erster Spieler im regulären Verfahren (ohne Sondernominierungen) aufgenommen.
Die Bürger von Asahikawa ehrten Starffin, indem sie dem städtischen Baseballstadion den Spitznamen „Starffin-Stadion“ (Starffin-kyūjō) gaben, nach einem Umbau 1984 hieß es auch offiziell so. Vor dem Stadion wurde ein Bronzestatue Starffins errichtet. Seit 1991 heißt das Stadion offiziell Asahikawa Hanasaki-Sports-Kōen Yakyūjō („Hanasaki-Sportpark-Baseballstadion Asahikawa“), aber der Spitzname bleibt in Gebrauch. 2008 spielten die Giants ein reguläres Ligaspiel gegen die Chūnichi Dragons im Starffin-Stadion; den symbolischen ersten Pitch warf Starffins älteste Tochter Natascha.